# Lucas Air Transport
Lucas Air Transport (code AITA : LK), devenue par la suite la compagnie Aigle Azur, était une compagnie aérienne régionale française créée en 1970 et basée sur l'aéroport de Pontoise (Val-d'Oise).

## Histoire
C'est en 1970 que l'ancienne compagnie aérienne Aigle Azur (1946-1955) est reconstituée en tant que compagnie d'aviation d'affaires Lucas Aviation puis progressivement en devenant compagnie de transport régulier sous le nom commercial de Lucas Air Transport, assurant des liaisons régulières notamment en commençant par les lignes Dieppe/Londres-Gatwick et Deauville-Londres-Gatwick.
5 081 passagers ont été transportés par la compagnie en 1975.
Elle change de nom au début des années 1980 en devenant Lucas Air Azur pour devenir enfin Aigle Azur à la fin des années 1980. Son code IATA change également pour passer de LK à ZI (apparu sur les guides horaires à partir de 1977).
La compagnie était installée dans les hangars 75 (avec l'aérogare) et 77 de la zone d'aviation d'affaires de l'aérodrome de Cergy-Pontoise, où on peut encore observer aujourd'hui sur le 77 côté Karting de Cergy (départementale 915), le logo majestique de la compagnie Aigle Azur. 

## Le réseau
- Deauville-Londres/Gatwick par Lucas Air Transport et Lucas Aigle Azur.
- Dieppe-Londres/Gatwick par Lucas Air Transport[7].
- Pontoise-Londres/Gatwick par Lucas Aigle Azur.

## Flotte
Lucas Aviation a exploité sous ses différentes compagnies Lucas Air Transport ou Lucas aigle Azur :

### Par appareils
- Beechcraft King Air :

- Beechcraft 65-70: F-BRNI, 
- Beechcraft A90 : F-BNMC entre	1978-1984,
- Beechcraft C90 : F-GATR entre	1978-1994,
- Beechcraft 200 : F-GEBC entre	1984-1997, F-GCTP et F-BVRP.
- Beechcraft 200C : F-GFAA entre 1986-1997,
- Embraer EM-110 Bandeirante :

- Embraer EM-110P1 : F-GCLA entre 1980-1996,
- Cessna :

- Cessna 310N: F-BOIF,
- Cessna 310R: F-GBGC,
- Piper Aircraft :

- Piper PA-23-250 : F-GALM,
- Piper PA-23-250C : F-BOJH,
- Aero Commander :

- Aero Commander 680FP: F-BLRI et F-BNPE,
- Britten-Norman Islander:

- BN-2A Islander : F-BOAL.

### Par années
- En 1977[14], la flotte était composée de 2 Aero Commander 680FP (F-BLRI et F-BNPE), 1 Beech 65-70 (F-BRNI), 1 Cessna 310N (F-BOIF), 1 Piper PA-23-250C (F-BOJH), 1 Piper PA-23-250 (F-GALM), 1 BN-2A Islander (F-BOAL).

- En 1979[15], 1 Cessna 310N (F-BOIF), 1 Piper PA-23-250 Aztec C (F-BOJH), 1 Piper PA-23-250 Aztec E (F-GALM), 1 Beech Queen Air 70 (F-BRNI), 1 Beech King Air A90 (F-BNMC).

- En 1980[16], 1 Cessna 310N (F-BOIF), 1 Piper PA-23-250 Aztec C (F-BOJH), 1 Beech Queen Air 70 (F-BRNI), 1 Beech King Air A90 (F-BNMC), 1 Beech Super King Air 200 (F-BVRP).

- En 1981[17], lors du changement de nom de la compagnie, 1 Cessna 310N (F-BOIF), 1 Piper PA-23-250 Aztec C (F-BOJH), 1 Beech Queen Air 70 (F-BRNI), 1 Beech King Air A90 (F-BNMC), 1 Beech Super King Air 200 (F-BVRP), 1 Embraer 110P1 Bandeirante. (F-GCLA) nommée "Beauvais".

## Galerie photographique

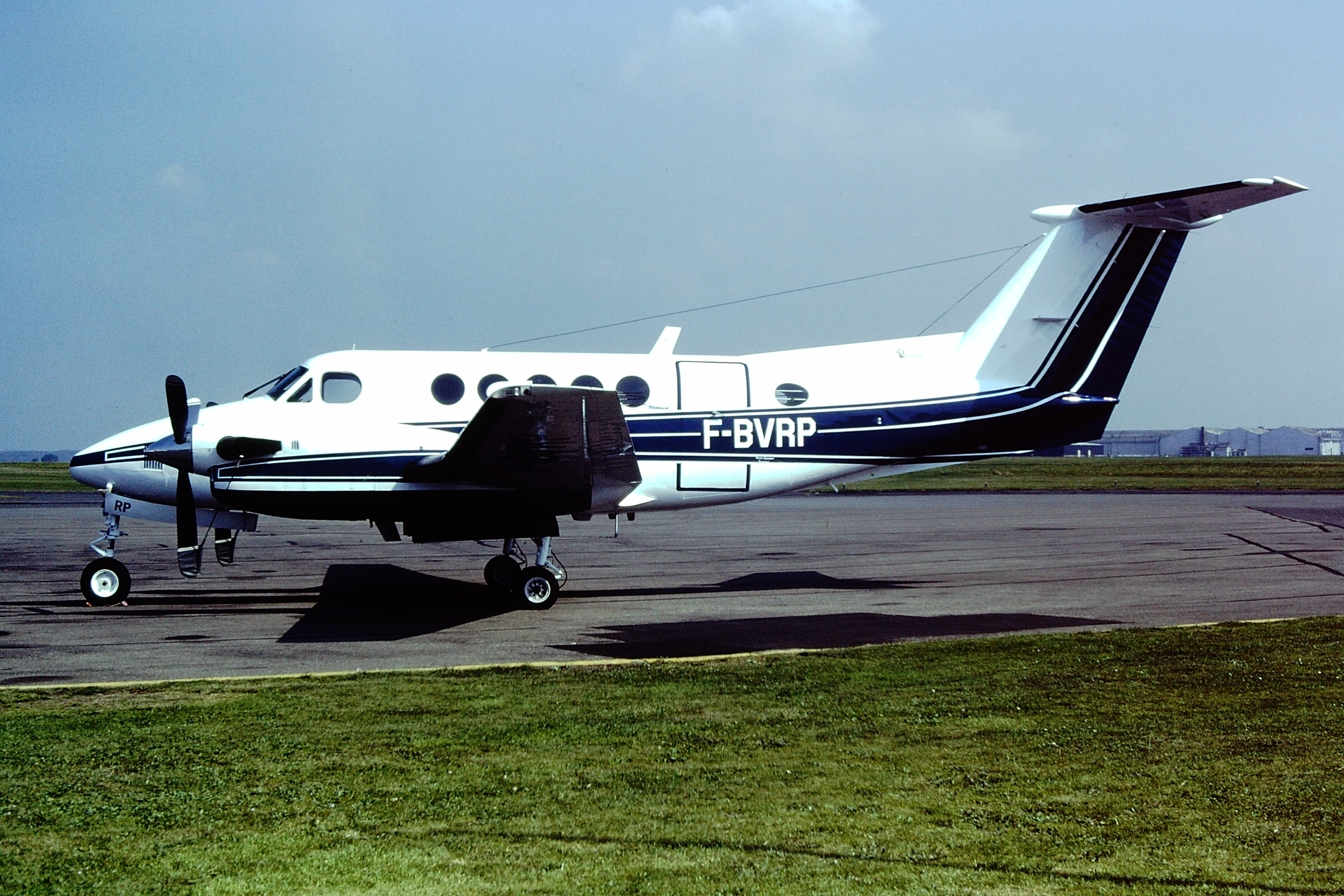
Beech King Air F-BVRP de Lucas Aviation Transport en 1981 à Coventry Airport
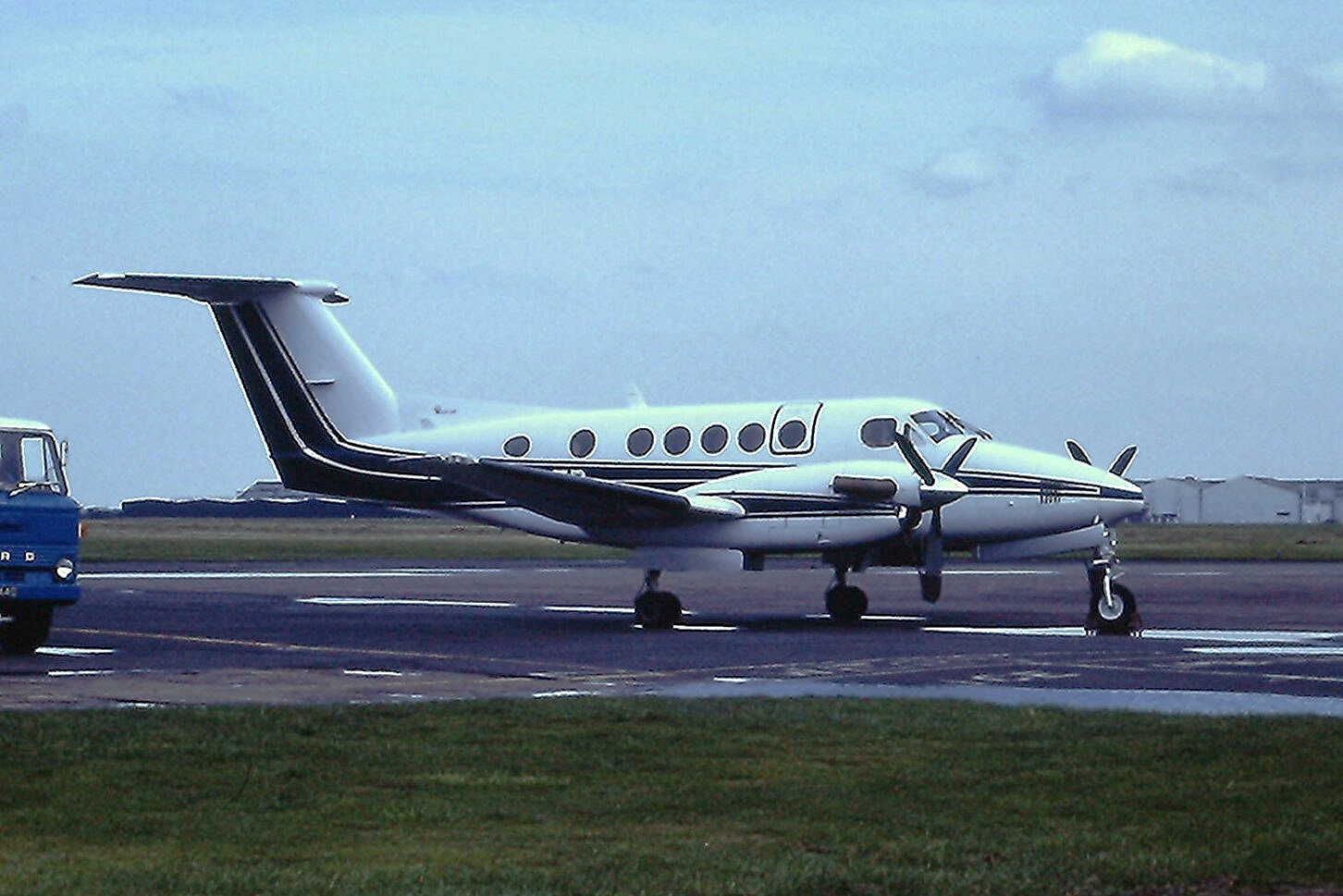
Beech King Air F-GCTP de Lucas Aviation Transport en 1981 à Coventry Airport
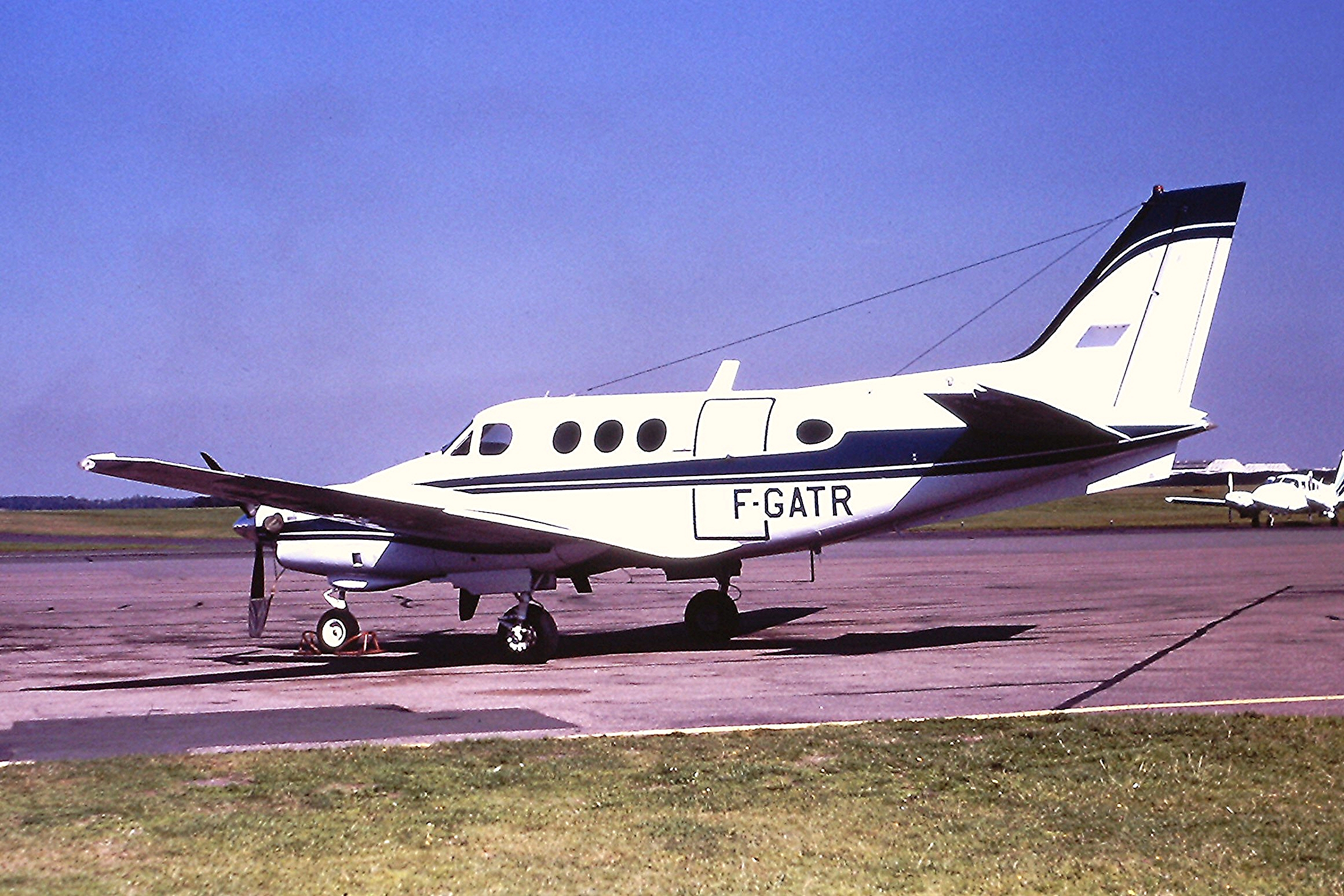
Beech King Air F-GATR de Lucas Aviation Transport en 1982 à Coventry Airport
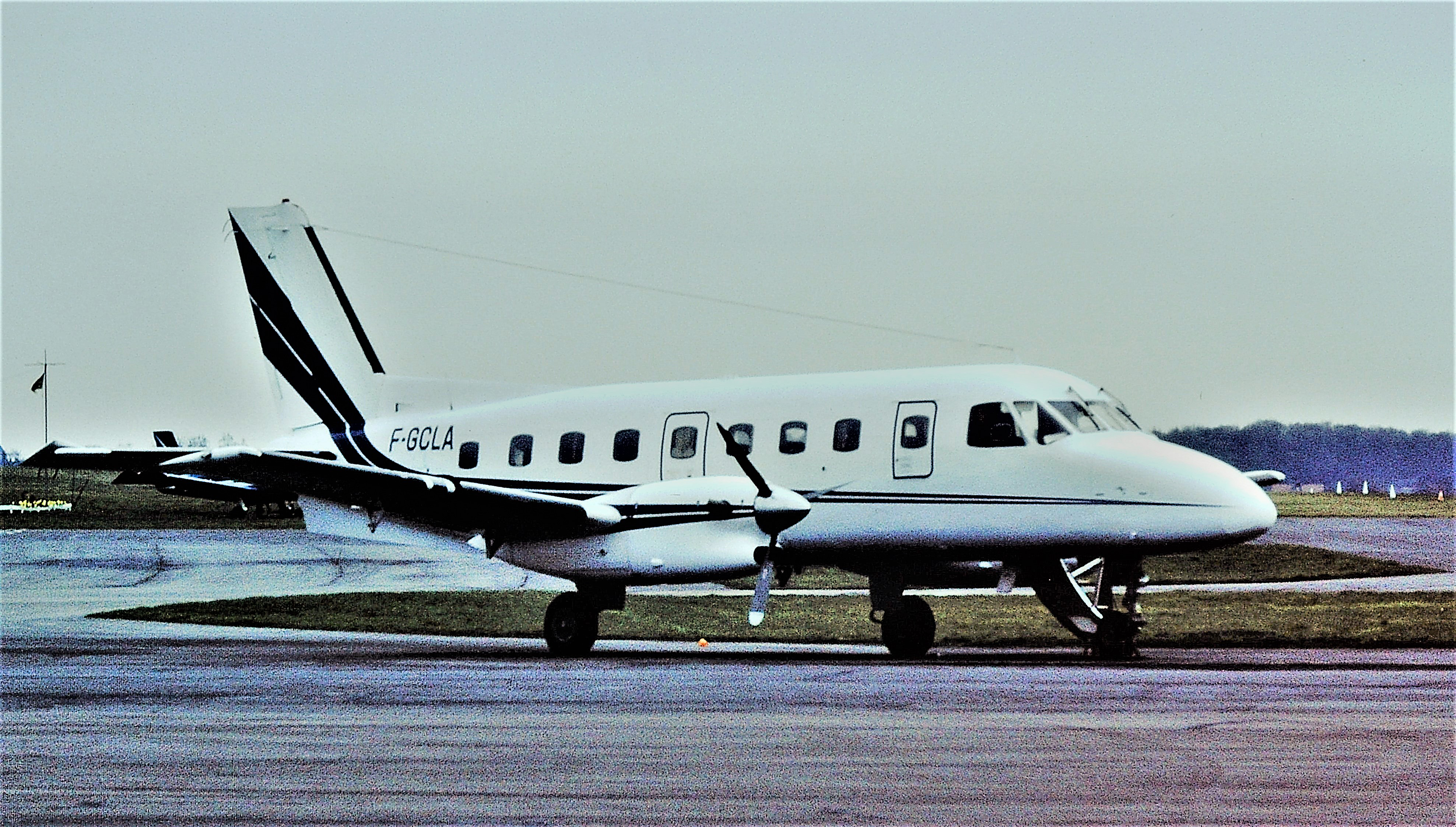
Embraer Bandeirante F-GCLA de Lucas Air transport en 1984 à Coventry Airport

## Logothèque

Logo de Lucas air Transport en 1977
Logo de Lucas Aigle Azur en 1992
Logo de Lucas Aigle Azur en 1984
Logo de Aigle Azur en 1987